# Lijst van rijksmonumenten in Meppel (gemeente)

Meppel

De gemeente Meppel telt 93 inschrijvingen in het rijksmonumentenregister. Hieronder een overzicht. 

## Broekhuizen
De plaats Broekhuizen telt 4 inschrijvingen in het rijksmonumentenregister.
| Object | Oorspronkelijke functie? | Bouwjaar  | Architect | Locatie            | Coördinaten?                  | Nr.?   | Afbeelding                          |
| --- | ------------------------ | --------- | --------- | ------------------ | ----------------------------- | ------ | ----------------------------------- |
| Den Hof | Boerderij                | 1810-1828 |           | Oosterboerseweg 1  | 52° 41' 56" NB, 6° 15' 15" OL | 46883  | Meer afbeeldingen                   |
| Middenlangsdeelboerderij met teruggeplaatste zijbaander en hoekbaander onder aan de voorzijde afgewolfd rieten schilddak | Boerderij                | 1792      |           | Kuipersdijkje 4    | 52° 41' 27" NB, 6° 15' 2" OL  | 46885  | Meer afbeeldingen                   |
| Herenboerderij in eclectische stijl                                                                                      | Boerderij                | 1896      | G. Otten  | Broekhuizen 14     | 52° 42' 6" NB, 6° 15' 26" OL  | 507369 | Herenboerderij in eclectische stijl |
| Herenboerderij, schuur                                                                                                   | Boerderij                | 1896      |           | bij Broekhuizen 14 | 52° 42' 6" NB, 6° 15' 26" OL  | 507370 | Upload foto                         |

## De Schiphorst
De plaats De Schiphorst telt 17 inschrijvingen in het rijksmonumentenregister. Zie de Lijst van rijksmonumenten in De Schiphorst voor een overzicht.

## Kolderveen
De plaats Kolderveen telt 5 inschrijvingen in het rijksmonumentenregister.
| Object | Oorspronkelijke functie? | Bouwjaar                                | Architect | Locatie       | Coördinaten?                 | Nr.?   | Afbeelding                                                                  |
| --- | ------------------------ | --------------------------------------- | --------- | ------------- | ---------------------------- | ------ | --------------------------------------------------------------------------- |
| Boerderij met woongedeelte met twee door pilasters omlijste ingangen                                       | Boerderij                | midden 18e eeuw                         |           | Kolderveen 24 | 52° 43' 35" NB, 6° 9' 38" OL | 30960  | Meer afbeeldingen                                                           |
| Boerderij met woongedeelte haaks op het bedrijfsgedeelte en met korte gevel met vlechtingen en schoorsteen | Boerderij                | 1769 (woondeel, bedrijfsdeel is jonger) |           | Kolderveen 46 | 52° 43' 30" NB, 6° 9' 27" OL | 30961  | Meer afbeeldingen                                                           |
| Hervormde kerk                                                                                             | Kerk en kerkonderdeel    | 1471 1525-1550 (kap) 1972-'74 (rest.)   |           | Kolderveen 47 | 52° 43' 7" NB, 6° 9' 8" OL   | 30962  | Meer afbeeldingen                                                           |
| Hervormde kerk, toren                                                                                      | Kerk en kerkonderdeel    | mog. 14e eeuw (kern) 1972-'74 (rest.)   |           | Kolderveen 47 | 52° 43' 7" NB, 6° 9' 8" OL   | 30963  | Meer afbeeldingen                                                           |
| Hallenhuisboerderij in ambachtelijk-traditionele stijl met twee zijbaanders                                | Boerderij                | ca. 1860                                |           | Kolderveen 64 | 52° 43' 24" NB, 6° 9' 12" OL | 507289 | Hallenhuisboerderij in ambachtelijk-traditionele stijl met twee zijbaanders |

## Meppel
De plaats Meppel telt 55 inschrijvingen in het rijksmonumentenregister. Zie de Lijst van rijksmonumenten in Meppel (plaats) voor een overzicht.

## Nijeveen
De plaats Nijeveen telt 7 inschrijvingen in het rijksmonumentenregister.
| Object                                                                             | Oorspronkelijke functie?  | Bouwjaar                                                                     | Architect | Locatie                       | Coördinaten?                 | Nr.?   | Afbeelding                                                            |
| ---------------------------------------------------------------------------------- | ------------------------- | ---------------------------------------------------------------------------- | --------- | ----------------------------- | ---------------------------- | ------ | --------------------------------------------------------------------- |
| De Sterrenberg                                                                     | Industrie- en poldermolen | oorspr. 1786 1977 (herb. op huidige locatie) 1996 (herst.) 2002-'03 (herst.) |           | Burgemeester Weimalaan 1      | 52° 43' 57" NB, 6° 10' 7" OL | 30957  | Meer afbeeldingen                                                     |
| Voorm. dorpsschool                                                                 | Onderwijs en wetenschap   | vroege 19e eeuw                                                              |           | Dorpsstraat 52                | 52° 44' 7" NB, 6° 10' 38" OL | 30958  | Meer afbeeldingen                                                     |
| Hervormde kerk                                                                     | Kerk en kerkonderdeel     | kort na 1477 waarsch. 1627 (verb.) mog. 1683 (verb.) 1976 (rest.)            |           | Dorpsstraat 58                | 52° 44' 7" NB, 6° 10' 39" OL | 30959  | Meer afbeeldingen                                                     |
| Hallenhuisboerderij in streekgebonden ambachtelijk-traditionele stijl              | Boerderij                 | ca. 1920-1930                                                                |           | Kolderveense Bovenboer 36     | 52° 44' 35" NB, 6° 8' 29" OL | 507284 | Hallenhuisboerderij in streekgebonden ambachtelijk-traditionele stijl |
| Hallenhuisboerderij, stookhut met jongveeschuur                                    | Boerderij                 | ca. 1920                                                                     |           | bij Kolderveense Bovenboer 36 | 52° 44' 35" NB, 6° 8' 29" OL | 507285 | Upload foto                                                           |
| Hallenhuisboerderij in ambachtelijk-traditionele stijl met voorgeplaatst dwarshuis | Boerderij                 | ca. 1910                                                                     |           | Dorpsstraat 127               | 52° 44' 21" NB, 6° 11' 6" OL | 507287 | Meer afbeeldingen                                                     |
| Hallenhuisboerderij, stookhok                                                      | Boerderij                 | ca. 1910-1915                                                                |           | bij Dorpsstraat 127           | 52° 44' 21" NB, 6° 11' 6" OL | 507288 | Hallenhuisboerderij, stookhok                                         |

Aa en Hunze ·
Assen ·
Borger-Odoorn ·
Coevorden ·
De Wolden ·
Emmen ·
Hoogeveen ·
Meppel ·
Midden-Drenthe ·
Noordenveld ·
Tynaarlo ·
Westerveld